# 15
Cette page concerne l'année 15  du calendrier julien. Pour l'année 15 av. J.-C., voir 15 av. J.-C. Pour le nombre 15, voir 15 (nombre).
Pour les articles homonymes, voir 15 (homonymie).
L'année 15 est une année commune qui commence un mardi.

## Événements

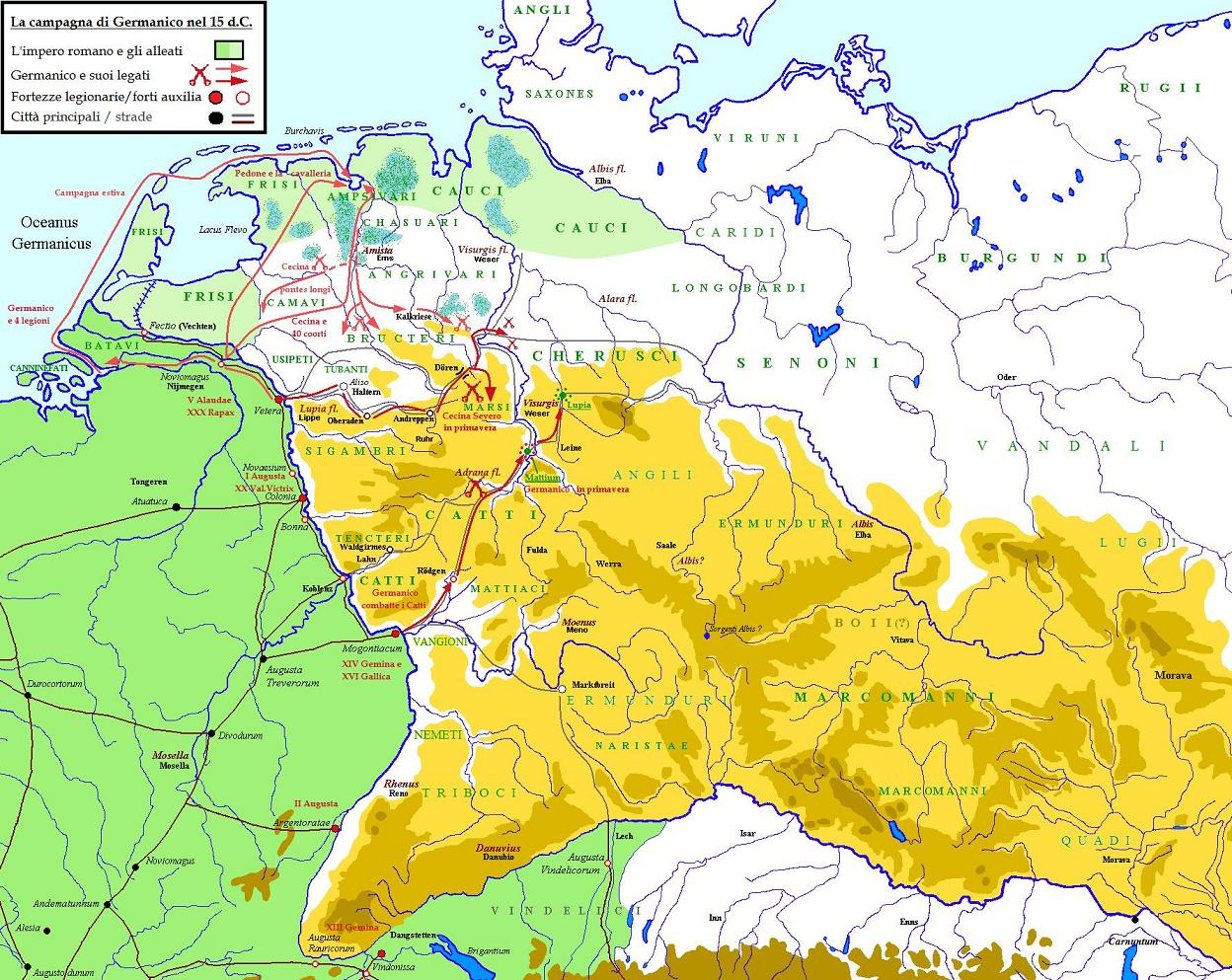
Campagnes de Germanicus en 15.

- 10 mars : Tibère est élu Pontifex maximus[1].

- Printemps : Germanicus dévaste le pays des Chattes dans la région du Taunus, massacre la population et retourne vers le Rhin pour délivrer Ségeste, germain allié de Rome, assiégé par Arminius[2].
- Été : Germanicus entre de nouveau en Germanie jusqu’au champ de bataille où est mort Varus, rend les derniers honneurs aux morts et rentre dans le territoire romain[2].
- Automne : les légions du général romain Aulus Caecina Severus tombent dans une embuscade des Germains, lors de la traversée de la zone marécageuse des Pontes longi, entre Ems et Weser. Elles échappent de justesse à la catastrophe[3].

- Tibère organise la province de Mésie[4].
- Valerius Gratus devient préfet de Judée, Samarie et Idumée (15-26)[5].
- Ishmael ben Phabi I, grand prêtre de Jérusalem nommé par Valerius Gratus (15-16)[6].
- Destruction du pont Æmilius lors d'une inondation du Tibre à Rome[7].

## Naissances en 15
- 24 septembre : Vitellius, empereur romain.
- 6 novembre : Agrippine la Jeune, impératrice romaine († 59).

## Décès en 15
- Lucius Seius Strabo, homme politique romain.